# Loening PW-2
Le Loening PW-2 est un avion de chasse monoplan américain des années 1920 conçu par Grover Loening (en) et construit par son entreprise, la Loening Aeronautical Engineering Company.

## Histoire
Le PW-2 est basé sur le Loening M-8 (en), un ancien chasseur monoplan biplace qui devait équiper l'armée américaine avant que la fin de la Première Guerre mondiale ne mette un coup d'arrêt à la production. Le PW-2 en est donc une variante monoplace destiné au United States Army Air Service. L'avion reprend les conceptions classiques des appareils de l'époque, avec le moteur et l'hélice à l'avant et un cockpit ouvert.
Après la construction de trois prototypes, l'armée commande dix appareils disposant d'empennages révisés. Après la livraison de quatre premiers appareils, l'un d'eux s'écrase après l'arrachage de ses ailes en cours de vol, ce qui entraîne l'annulation immédiate du contrat.

## Variantes
PW-2
Trois prototypes, dont l'un n'ayant jamais volé.
PW-2A
Variante de production avec empennage révisé, construite à quatre exemplaires avant l'annulation du contrat.
PW-2B
Variante du PW-2A dotée d'ailes raccourcies et d'un moteur Packard 1A-1237 produisant 350 chevaux.

## Note
- (en) Cet article est partiellement ou en totalité issu de l’article de Wikipédia en anglais intitulé « Loening PW-2 » (voir la liste des auteurs).